# Sneeuwvlokje

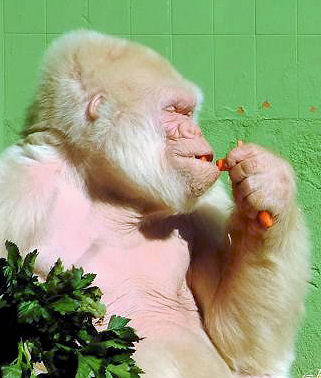
Sneeuwvlokje

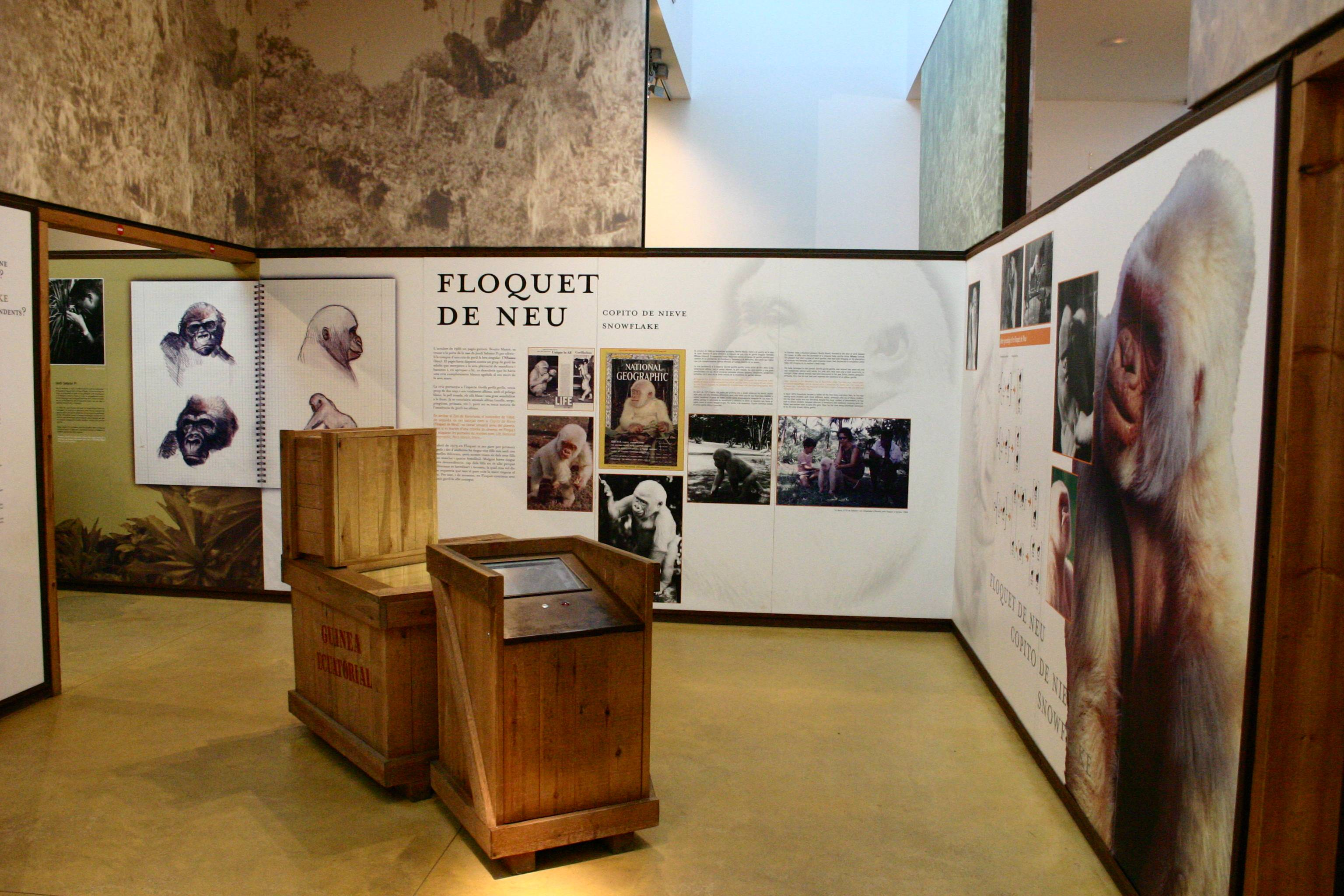
Expositie over Sneeuwvlokje in het Parc Zoològic

Sneeuwvlokje (Catalaans: Floquet de Neu, Spaans: Copito de Nieve, Frans: Flocon de Neige) (circa 1965 – 24 november 2003) was een albinogorilla die gehouden werd in het Parc Zoològic de Barcelona, de dierentuin van Barcelona in Spanje. Het dier was de enige albinogorilla waarvan het bestaan bekend was.
Sneeuwvlokje werd halverwege de jaren 1960 geboren in Equatoriaal-Guinea, destijds de Spaanse kolonie Spaans-Guinea in Afrika. Als jonge aap werd hij op 1 oktober 1966 gevangen in de omgeving van Nko; zijn moeder was door de jager gedood. Op tweejarige leeftijd kwam hij terecht in het Parc Zoològic de Barcelona. Daar werd hij door zijn opvallende uiterlijk een grote bezienswaardigheid en toeristische trekpleister. Zijn beeltenis verscheen op ansichtkaarten en publiciteitsmateriaal en de stad Barcelona gebruikte hem als mascotte. Hij kreeg een eigen standbeeld en een straat in Barcelona werd naar hem vernoemd. Ook verscheen een boek over zijn leven, getiteld Copito para Siempre (Sneeuwvlokje voor altijd). Dit boek werd geschreven door de Catalaanse primatoloog Jordi Sabater Pi, die Sneeuwvlokje destijds ontdekte en naar Barcelona bracht. Sneeuwvlokjes bekendheid werd gebruikt om aandacht te vragen voor de bescherming van de gorilla als bedreigde diersoort. "Als we niets doen zijn er over 30 jaar geen gorilla's meer", zei Sabater Pi in 2003 bij de presentatie van zijn boek.
In 2001 werd bij Sneeuwvlokje een vorm van huidkanker geconstateerd, die mogelijk verband hield met zijn albinisme. De laatste maanden van zijn leven nam de bevolking van Barcelona emotioneel afscheid van hem. Op 24 november 2003 liet de dierenarts van de dierentuin hem inslapen. Hij werd tussen de 38 en 40 jaar oud.
Sneeuwvlokje heeft bij drie vrouwtjes in totaal 22 nakomelingen verwekt, waarvan geen enkele albino. Zijn enige mannelijke telg, Urko, stierf al in augustus 2003.

## Wetenswaardigheden
- De voetballer Ronald Koeman kreeg in de tijd dat hij bij FC Barcelona speelde van de fans de bijnaam Sneeuwvlokje, vanwege zijn lichtblonde haar.[1]
- In april 2005 werd de naam ook gegeven aan een wit wild zwijntje op de Veluwe.
- In 2011 is er een jeugdfilm (live-action/CGI) over de fictieve jeugd van Sneeuwvlokje uitgebracht; Floquet de Neu (2011).
- Op het album To the Hilt van Golden Earring wordt in het nummer Violins (1975) naar sneeuwvlokje verwezen met de volgende tekst: "I guess nobody knew, the Barcelona Zoo has an albino monkey".